# Karl Andersson (1834–1916)
Karl Andersson, född 24 april 1834 i Loftahammars församling, Kalmar län, död 10 oktober 1916 i Loftahammars församling, Kalmar län, var en svensk folkmusiker.

## Biografi
Karl Andersson föddes 1834 och kom från en släkt med många spelmän. Han kunde inte spela utan sjöng sina visor. Andersson arbetade som arbetare och bodde på lägenheten Sandbyholm i Loftahammars socken.

## Upptecknade låtar
Upptecknade låtar av August Fredin efter Andersson.
- Polska i G-dur.[3]
- Polska i G-dur.[3]
- Polska i D-moll.[3]
- Polska i D-dur.[3]
- Polska i D-moll.[3]
- Polska i G-dur.[3]
- Polska i D-dur.[3]